# Jardín Botánico y Zoológico Living Desert
El Jardín Botánico y Zoológico "Desierto Vivo"en inglés: Living Desert Zoo and Gardens es un jardín botánico y un zoológico de 360 acres (1.46 km²) de extensión con zona preservada de naturaleza próximo al Palm Springs Desert Museum en Palm Desert.
El Living Desert Zoo and Gardens es miembro de la Asociación de Zoológicos y Acuarios (AZA) desde el año 1983. y de la Asociación Mundial de Zoos y Acuarios (WAZA).
El zoológico ha participado en programas de reintroducción de especies como el borrego cimarrón peninsular (Ovis canadensis) a las montañas de la zona y el programa de reintroducción del oryx árabe (Oryx leucoryx) en Omán.
El código de identificación del Living Desert Zoo and Gardens aunque aún no es miembro del "Botanic Gardens Conservation Internacional" (BGCI), así como las siglas de su herbario es LDCA.

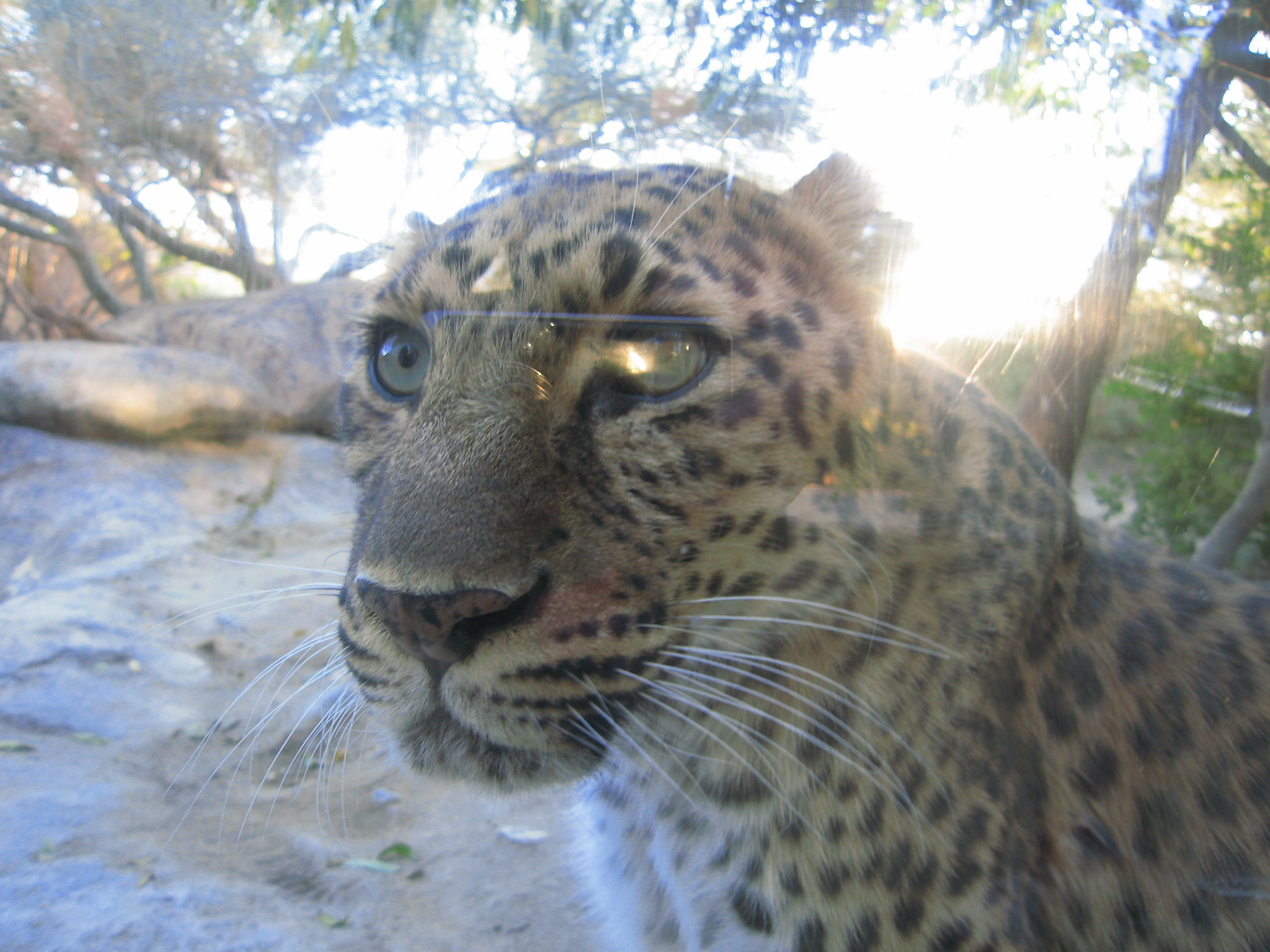
Ejemplar de Panthera pardus.

## Localización
Living Desert Reserve 47-900 Portola Avenue, Palm Desert, Riverside county California CA 92260 United States of America-Estados Unidos.
Planos y vistas satelitales.33°42′2.88″N 116°22′24.49″O / 33.7008000, -116.3734694
- Promedio anual de lluvias: 89 mm
- Altitud: 604.00 msnm

## Historia
El jardín botánico y zoológico fueron creados en 1970.

## El zoológico

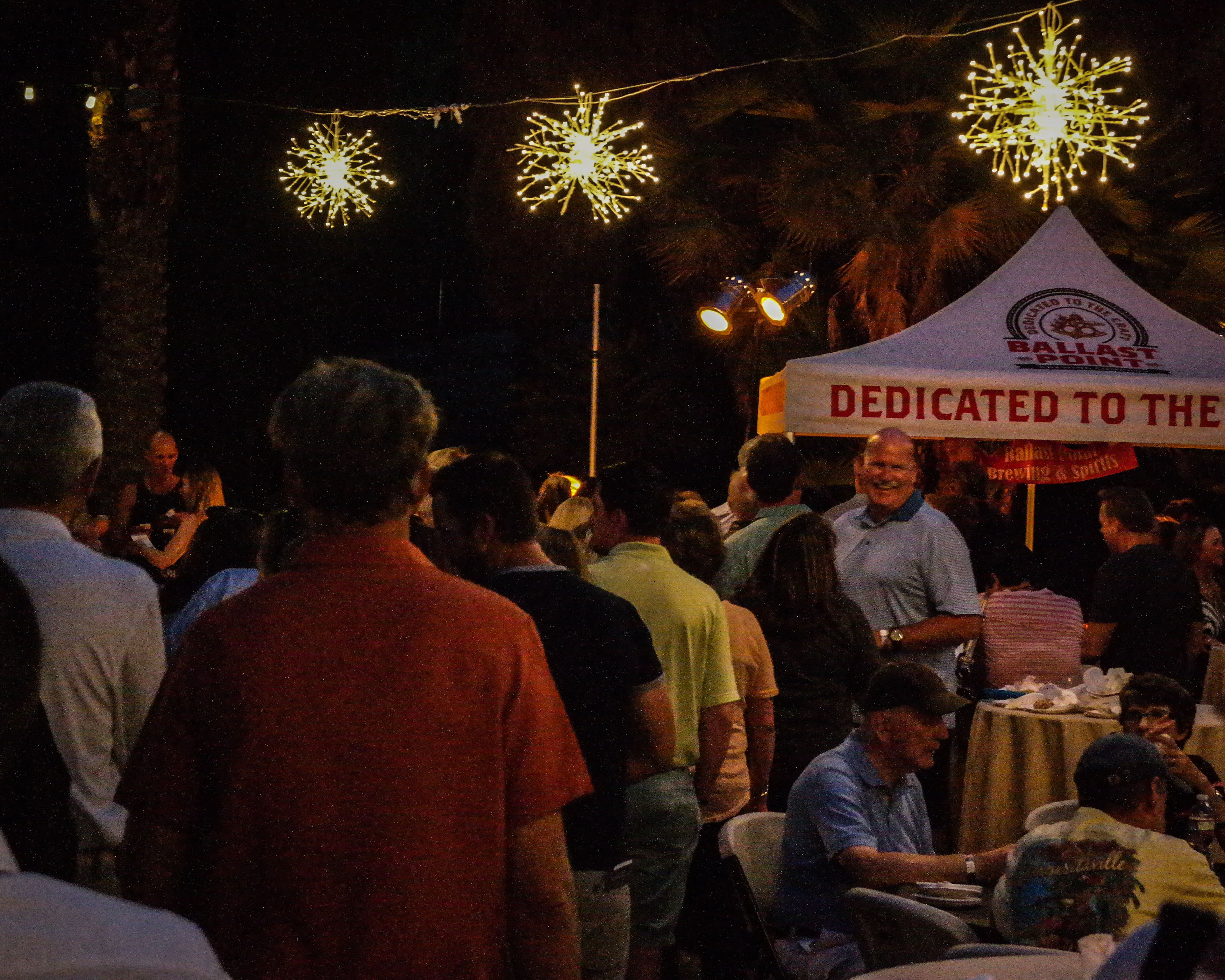
La jornada de "Brew at the Zoo".

Ya en 1974 se albergaban zorros Kit, tortugas, saurios, y dos borregos cimarrones, y entre 1974 a 1975 se construyeron los jardines del desierto de Mojave, una réplica de los desiertos de Alta California. Equipamientos adicionales fueron gradualmente añadidos, incluyendo invernaderos y una serie de nuevos jardines hábitat, además de una serie de nuevos animales como las gacelas Rhim (1981); pumas, linces rojos y tejones (1993); guepardos y facóqueo común (1995); modelismo de trenes (1998); jirafas y avestruces (2002).
Actualmente, los jardines reclaman ser el único parque zoológico y jardín botánico americano, dedicado exclusivamente a los desiertos del mundo, y proporcionan la educación medioambiental, la recuperación de la fauna nativa, la propagación de las plantas amenazadas y la crianza bajo vigilancia y control, de las especies silvestres nativas y africanas incluyendo el área icónica borrego cimarrón. Su exhibición única de suricatas sirvió como inspiración para los dibujantes de los Walt Disney Studios en el desarrollo del personaje "Timon", que aparece en la película El rey león.

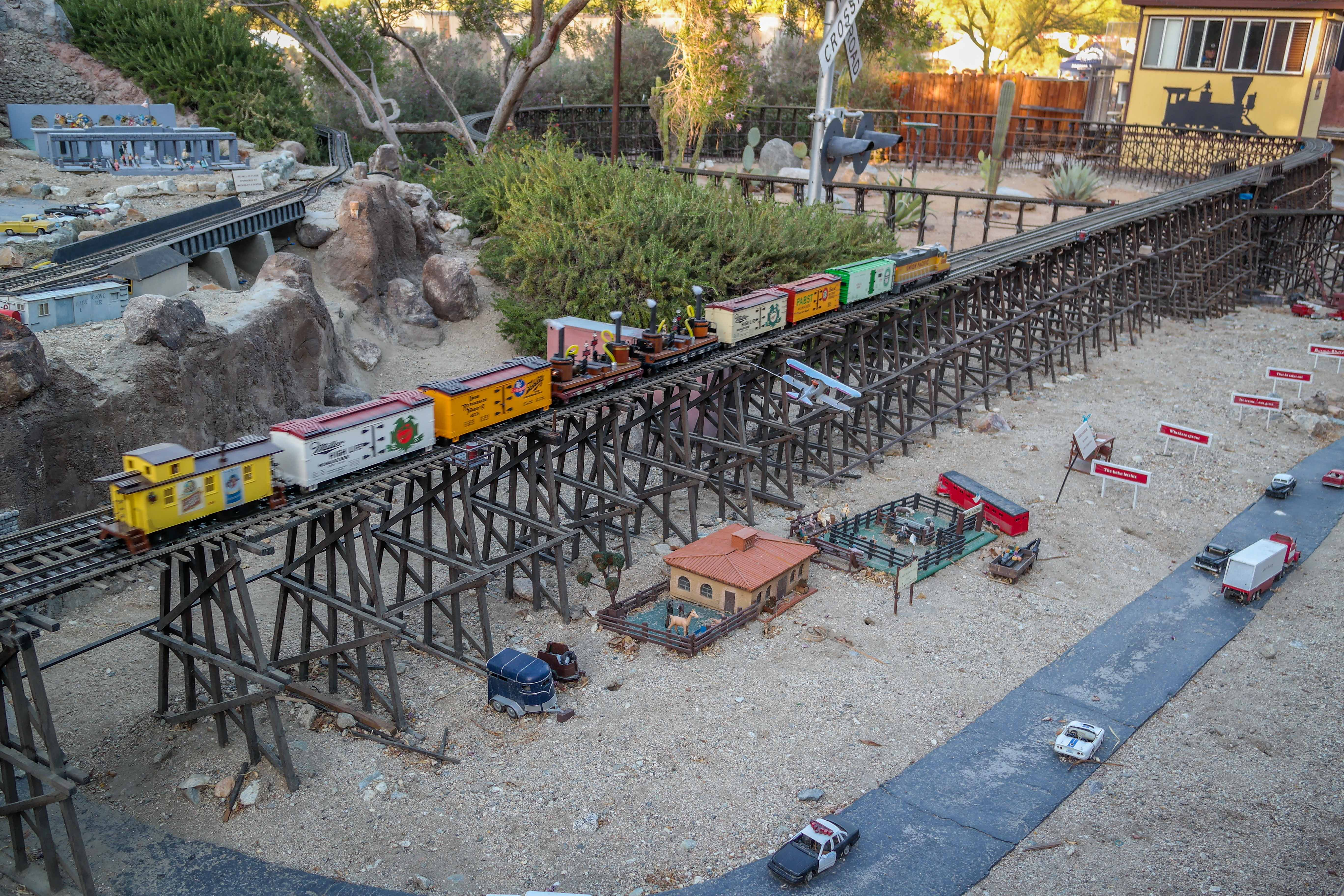
Modelismo de un puente de tren.

La época de vacaciones señala el comienzo de la celebración del "WildLights" ("luces salvajes") del parque zoológico, en la cual más de 275.000 candelas iluminan escenas animadas durante la temporada de vacaciones. Es también la sede de una de las exhibiciones de modelos del ferrocarril más grandes del mundo LGB; la exhibición incluye el tramo de modelismo de puente más largo del mundo. El zoológico está abierto todos los días de 8:00 a. m. a 5:00 p. m.

## Colecciones del jardín botánico
Como jardín botánico cultivan 2837 accesiones de plantas, con 2600 taxones.
De un interés particular, son las recreaciones de una variedad de hábitat de desiertos, entre los que se incluyen:
- Desierto de Mojave–Joshua Tree area y el Este de Mojave (Cima Dome)
- Desierto de Chihuahua — al sur de Big Bend, Texas y dentro de México
- Desierto de Sonora — comprende las colinas de Sonora (Sonora); Desierto Yuma (centro sur de Arizona); desierto de Vizcaíno (Baja central)
- Desierto de Colorado – Alto Colorado (representa 2,000-3,000 ft. de altitud); Oasis de Palmas; "Cahuilla Ethnobotanic Garden"; Bajo Colorado; Estanque de Sonora (una zona de plantas riparias del desierto)

Entre sus jardines especializados se incluyen:
- Jardín de Agaves – agaves de todo el Hemisferio Occidental
- Jardín de Aloes – aloes africanos
- Aviario del Oasis – oasis de palmeras del valle Coachella con un paseo a su alrededor con aviario
- Jardín de Cactus de Barril – especies de Ferocactus
- Jardines del África del oriental – una colección de plantas y árboles nativos africanos, siendo una de las mejores colecciones de especies de plantas africanas en Norteamérica
- Jardín de Euforbias – euphorbias africanas
- Jardín de los colibríes – plantas que son fuente de alimentación de los colibríes
- Jardín Johnston de cactus – varias especies de cactus
- Jardín de Madagascar – plantas nativas de Madagascar
- Jardín de malvas – una pequeña colección de malvas
- Jardín de plantas silvestres y de las mariposas McDonald – plantas base de alimentación de las mariposas migratorias
- Jardín de Cactus Columnares Mexicanos – cactus columnares mexicanos de una gran altura recolectados del desierto del suroeste
- Jardín de Ocotillos – nueve de las doce especies conocidas de ocotillos
- Jardín de Opuntias – varias chollas y nopales
- Jardín de Palmas – unas cincuenta especies palmas procedentes de todo el mundo, con varios cientos de ejemplares en total.
- Jardín de plantas primitivas – plantas del periodo Jurásico, cycas y helechos
- Jardín de salvias – diversas especies de Salvia
- Jardín de plantas alimento de corderos – plantas que son la fuente de alimentación del borrego cimarrón.
- Jardín de árboles del humo – árboles del humo en su medio natural
- Arboretum de Sonora – árboles oriundos del desierto de Sonora en un emplazamiento imitando su medio natural
- Jardín de exhibición Wortz – diseño paisajista del medio natural del Suroeste
- Jardín de Yucas – especies de yucca

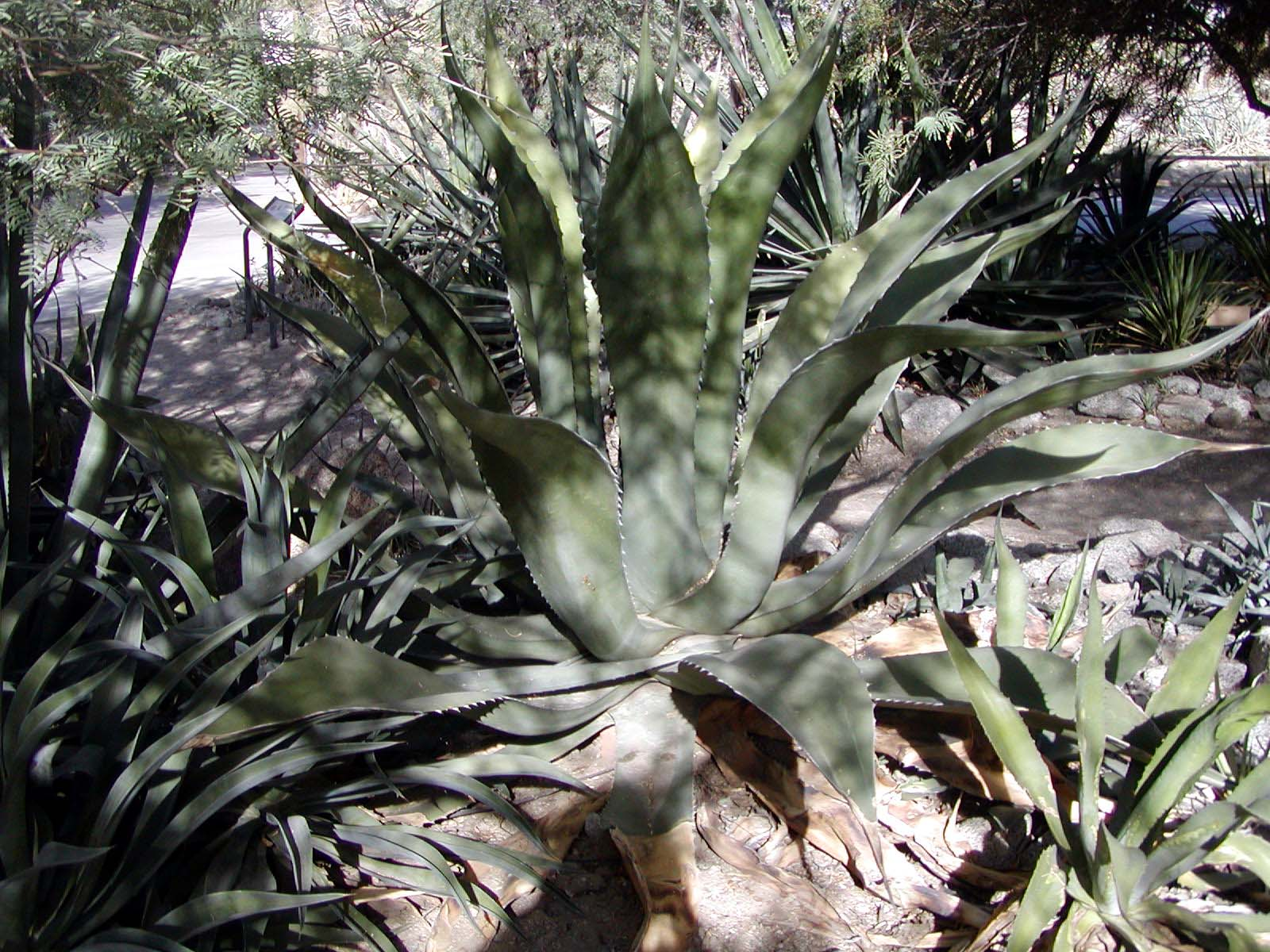
Agave inaequidens ssp barrancensis
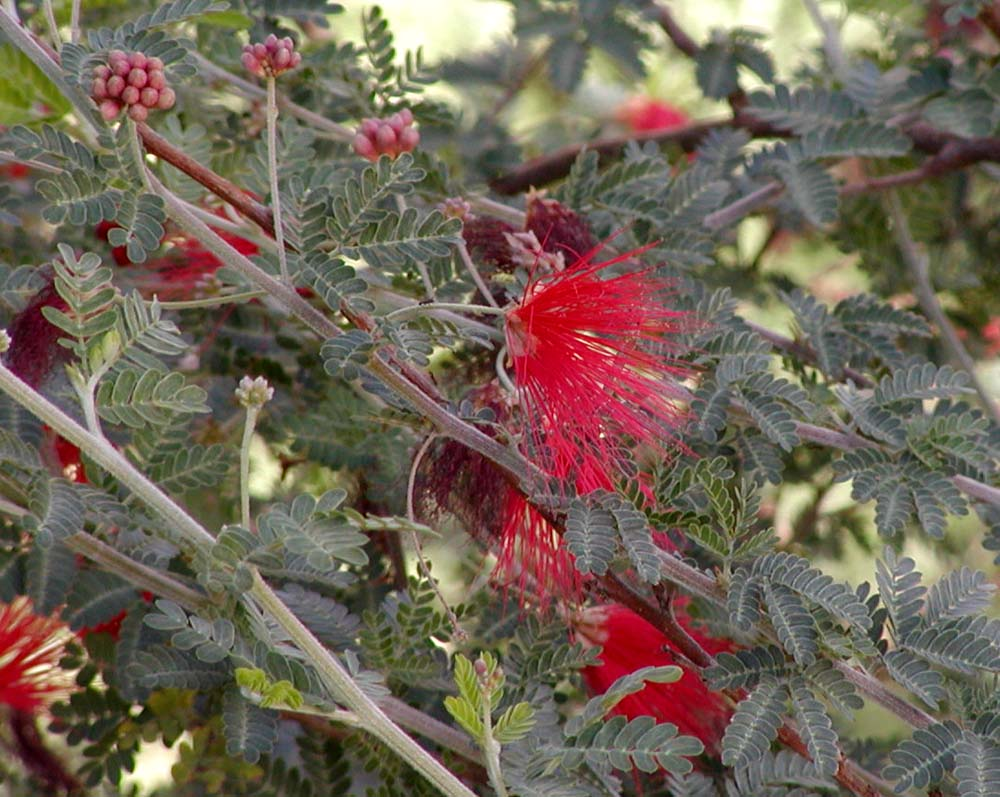
Calliandra californica.
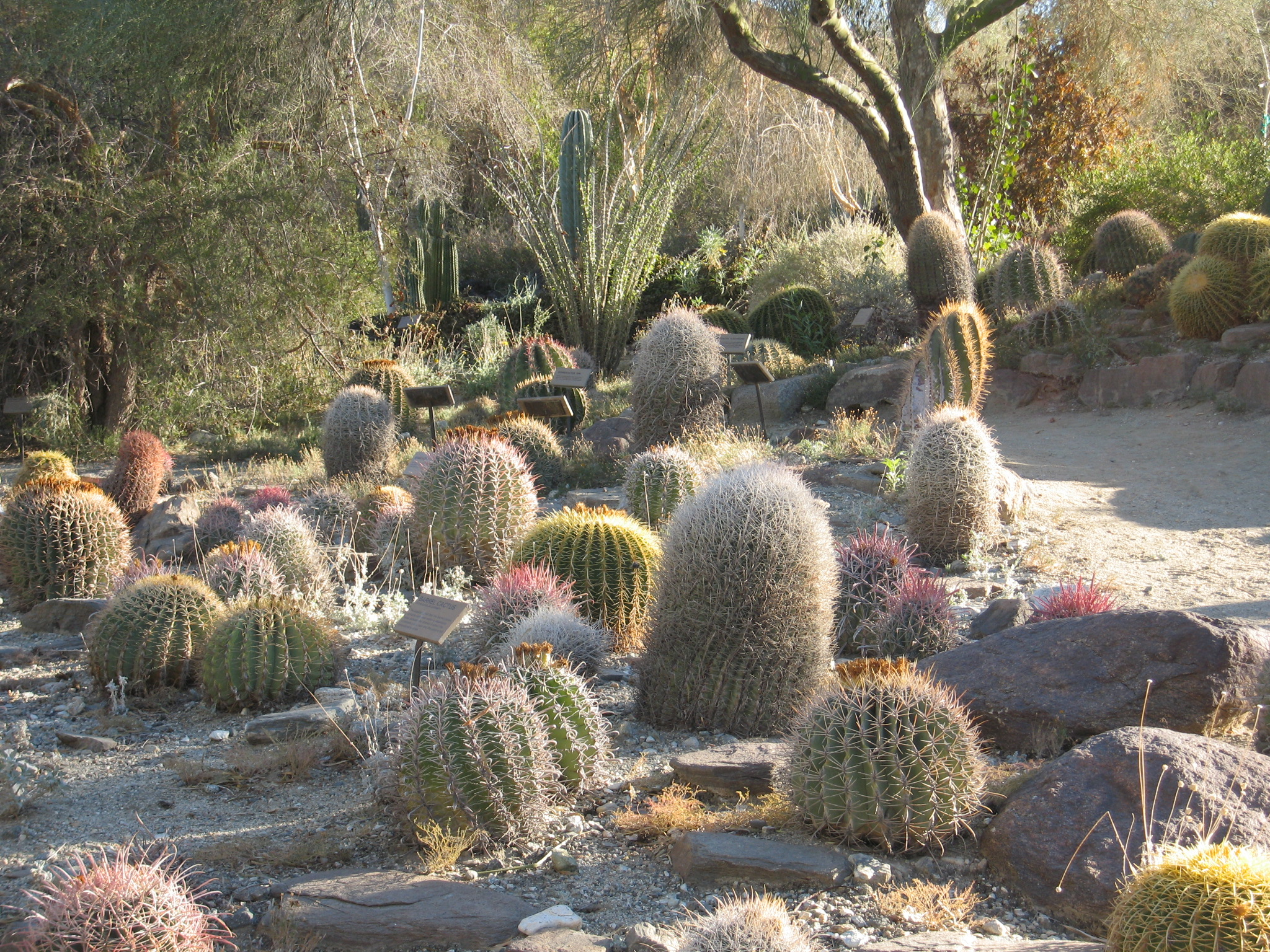
Grupo de cactus.
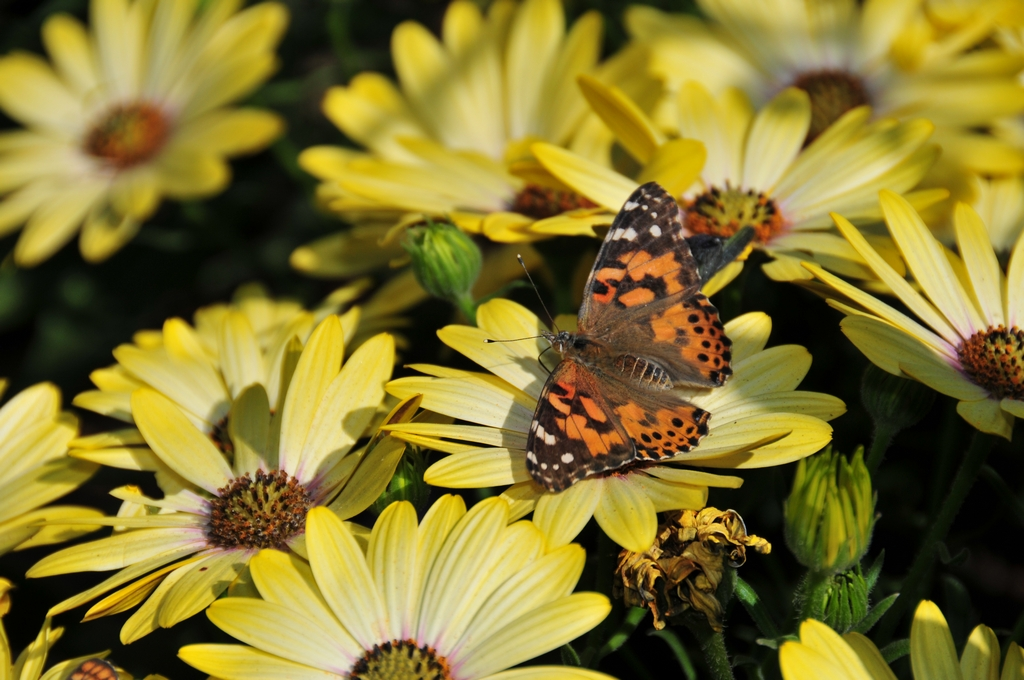
Mariposas libando en el Living desert.